# Selaginella vernicosa
Selaginella vernicosa là một loài dương xỉ trong họ Selaginellaceae. Loài này được Baker mô tả khoa học đầu tiên năm 1886.